# 袁庾华
袁庾华（1946—），中华人民共和国毛主义者，曾多次入狱。

## 生平
袁庾华是湖南湘乡人，7岁随父母迁往河南郑州，初中畢業后到郑州肉联加工厂当工人，1966年成为该厂的第一个造反派。早期担任过河南“二七公社”的重要头目，参加了7个造反派组织的“夺权”行动，当过几天省政法领导小组负责人。1968年秋在“反多中心”运动（掌权的军队地方官僚整肅激进的造反派）中，被打成河南极左代表人物而入狱。1969年底出狱，在基层做工人，半年以后又因“泄露机密”被关进监狱。1970年在“五一六”“一打三反”期间第三次入狱。1975年整顿期间，從夏天到冬天被关入“学习班”。1976年10月粉碎四人帮后在兰州被捕，判刑15年。据其自述，他因文革四次入狱，每一次第一个罪名都是“恶毒攻击伟大领袖毛主席”。
出狱之后成为一家木材公司经理。1995年起经营郑州思想沙龙，自称“永远的造反派，旗帜鲜明的毛派。” 据他自述他曾游历全国寻找志同道合者，除了青藏高原都去过。

## 观点
袁自称造反派、毛派，认为中国存在三种势力，即权贵集团（高官、大资产阶级及附庸文人）、自由派（主张英美自由主义）和毛派，后两者“没权也没有多少利”，但相互攻击，对中国现状的不满，“一个硬要栽到已故几十年的毛主席身上，一个全赖到国外尤其是美国那里”，实际上转移了对权贵集团批判的大方向。他主张，自由派和毛派必须树立一个共同敌人（权贵集团）和一个共同需求（民主）。他说：
在今日中国，一些自称“左派”的人却在充当“保”的角色，另一些要求改变体制，并在揭批社会的黑暗、为下层维权活动中充当应属左派社会角色的人却自称“右派”。这种状况严重的扰乱了社会上大多数中间群众的思想，使本来应该清晰的政治观念模糊化了
按袁的划分：“太子党”和官僚资产阶级是当代中国最右的政治力量，是“大右派”。所谓“太子党”是指一部分有政治野心的高干子女，并非所有“红二代”。袁又认为中国有两种资产阶级，一种是官僚资产阶级，另一种是自由资产阶级。他认为：按照毛主席的斗争策略，只能选择一个主要矛盾，那就是官僚资产阶级。
袁又认为毛泽东和耶稣、菩萨类似，毛主席的「老三篇」说明了“人的基本品德、活的價值、死的意義”。 他认为由于官方限制，左派人士只能跑到韶山，纪念毛泽东活动的人数下降部分原因是官方的干扰。
2010年曾在东北林业大学进行研究生部团委主办讲座，主张“强国总是打出来的” 和一切依靠人民和“全民皆兵”意识——尚武强国。

## 外界评价
袁的观点受到自由派人士陈子明的响应，陈主张区分保皇毛派和造反毛派，支持与袁庾华、范正美这样的造反毛派组成联合阵线。 鄢烈山也对此表示赞赏。 王希哲认为袁“开了共和风气之先”。 孙立平也对其关于自由派和“毛派”共同维护了权贵的稳定的观点表示赞同。
马立诚认为袁属于“毛泽东晚年思想的捍卫者”。 陈宜中认为袁是“非典型毛派”。